# Phrynobatrachus acutirostris
Phrynobatrachus acutirostris är en groddjursart som beskrevs av Fritz Nieden 1913. Phrynobatrachus acutirostris ingår i släktet Phrynobatrachus och familjen Phrynobatrachidae. IUCN kategoriserar arten globalt som sårbar. Inga underarter finns listade i Catalogue of Life.